# کیرجا (گوموش‌حاجی‌کوی)
کیرجا (به ترکی استانبولی: Kırca) یک منطقهٔ مسکونی در ترکیه است که در گوموش‌حاجی‌کوی واقع شده‌است.